# Faye-l'Abbesse
Faye-l'Abbesse là một xã trong tỉnh Deux-Sèvres trong vùng Nouvelle-Aquitaine ở phía tây nước Pháp. Xã này nằm ở khu vực có độ cao trung bình 173 mét trên mực nước biển.